# Ansgary Malina
Ansgary Tomasz Szczepan Malina OFM (ur. 12 grudnia 1892 w Dąbrówce Wielkiej, obecnie dzielnicy Piekar Śląskich, zm. 6 stycznia 1969 w Katowicach) – franciszkanin, kaznodzieja i kompozytor.

## Życiorys
Syn Błażeja i Katarzyny (z domu Skrzydelskiej). Po ukończeniu szkoły ludowej kształcił się w kolegium franciszkańskim we Wrocławiu, równocześnie studiował muzykę w klasie organów i kompozycji Konserwatorium Wrocławskiego. Jego nauczycielami byli m.in. Karol Ehrenberg i Artur Schnabel.
Dorobek muzyczny o. Ansgarego Maliny stanowią 153 pieśni (w tym 90 kolęd i pastorałek), 2 preludia organowe, 10 litanii, 8 kantat, 8 hymnów, dwie msze oraz utwory na chór i orkiestrę.
Był członkiem Prowincji Wniebowzięcia Najświętszej Maryi Panny Zakonu Braci Mniejszych w Katowicach. Pochowany w kwaterze franciszkanów Cmentarza przy ul. Panewnickiej w Katowicach Ligocie.